# Aleksandr Borodiuk
Aleksandr Guénrijovich Borodiuk (en ruso Александр Генрихович Бородюк) (30 de noviembre de 1962) es un exfutbolista ruso y actual entrenador. Actualmente es el entrenador de la selección de Kazajistán.

## Trayectoria

### Jugador
| Club                  | País            | Año         | Partidos | Goles |
| Dinamo Vologda        | Unión Soviética | 1980 - 1981 | 30       | 4     |
| FC Dinamo Moscú       | Unión Soviética | 1982 - 1989 | 187      | 53    |
| Schalke 04            | Alemania        | 1989 - 1993 | 124      | 41    |
| SC Freiburg           | Alemania        | 1994 - 1995 | 20       | 2     |
| Hannover 96           | Alemania        | 1996        | 16       | 3     |
| FC Lokomotiv Moscú    | Rusia           | 1997 - 1999 | 32       | 13    |
| FC Moscú              | Rusia           | 1999        | 12       | 1     |
| Krylia Sovetov Samara | Rusia           | 2000        | 20       | 1     |